# Gilson Delgado
Gilson Delgado Freitas, plus couramment appelé Gilson Delgado, né le 19 octobre 1992 à Ettelbrück au Luxembourg, est un footballeur luxembourgeois qui joue au poste de défenseur central au FC Progrès Niederkorn.

## Biographie

### FC Etzella Ettelbrück (2010-2017)
La carrière du joueur débute au sein de son club formateur, le FC Etzella Ettelbruck, alors en BGL Ligue en 2010.

#### Prêt au FC UNA Strassen (2015-2017)
En 2015, il est prêté au FC UNA Strassen, promu cette saison en BGL Ligue.

### FC UNA Strassen (2017-2020)
Au terme de son prêt réussi au sein du club, le joueur s'engage pour trois années supplémentaire avec le club en 2017.

### CS Fola Esch (2020-2023)
Il rejoint le club du CS Fola Esch en 2020. Dès sa première saison au sein du club, il remporte pour la première fois de sa carrière le championnat de BGL Ligue.

#### Prêt au FC Wiltz 71 (2023)
Le joueur est prêté au FC Wiltz 71, en BGL Ligue, jusqu'à la fin de la saison 2022-2023.

### FC Progrès Niederkorn (depuis 2023)
En 2023, le joueur s'engage avec le FC Progrès Niederkorn, en BGL Ligue.
Titulaire lors de la finale de la Coupe du Luxembourg face au FC Swift Hesperange, il remporte le trophée avec son club. La saison suivante, il remporte la Supercoupe du Luxembourg face au FC Differdange 03.

## Palmarès
| FC Etzella Ettelbruck :                      | CS Fola Esch (1) :            | FC Progrès Niederkorn (2) :                                                            |
| -------------------------------------------- | ----------------------------- | -------------------------------------------------------------------------------------- |
| - Promotion d'Honneur - Vice-champion : 2012 | - BGL Ligue - Champion : 2021 | - Coupe du Luxembourg - Vainqueur : 2024 - Supercoupe du Luxembourg - Vainqueur : 2024 |